# ECW on TNN
ECW on TNN était un show hebdomadaire de catch qui était diffusé aux États-Unis sur la chaîne The Nashville Network (maintenant Spike TV) les vendredis soirs. C'était la première diffusion au niveau national de la Extreme Championship Wrestling (ECW).
La ECW était à l'origine liée avec TNN pour trois ans, mais la chaîne mettait fin à son entente plus tôt que prévu avec la ECW qui disposait d'un très petit budget pour produire leur programme, et qui ne voulait pas se rapprocher du style de WCW Monday Nitro et RAW Is WAR comme le demandait la chaîne. Paul Heyman (propriétaire de la ECW), ne voulait pas changer le look ou compromettre de n'importe quelle façon l'intégrité de la ECW.
Le show était pauvrement promu, TNN se faisait de la publicité pour la ECW que durant les diffusions NASCAR et pendant le programme de la ECW lui-même. À ce jour, Paul Heyman maintient toujours que le manque d'entente solide avec une chaîne de télévision nationale a mené à la perte de la ECW.

## Histoire
TNN censurait une grande partie du programme, bien que la violence soit l'ingrédient unique en son genre de la ECW et qui faisait son succès. TNN ne voulait pas de la musique de la ECW (Thunder Kiss '65 par White Zombie) parce que selon Paul Heyman, ça sonnait « trop démoniaque ». TNN ne voulait pas aussi une quelconque référence à la « haine » (ils préféraient le « dégoût intense ») et ne voulaient pas de clips sur le programme de la ECW. Pendant la première édition de ECW on TNN, Paul Heyman était tellement insatisfait de la promo qu'il a fait pour TNN qu'il a décidé de montrer à la place une rediffusion d'un match entre Rob Van Dam et Jerry Lynn du pay-per-view Hardcore Heaven 1999.
Paul Heyman était tellement frustré de la manière que TNN traitait la ECW qu'il allait jusqu'à faire une promo pour adresser sa haine complète envers TNN (ou la chaîne comme Heyman l'a appelé à la télévision) à l'été 2000. Quand l'édition incluant la promo était diffusée, TNN faisait de la censure pendant la promo et lançait des messages sur l'écran qui niait les accusations faites par Heyman, questionnant même par moquerie sur l'état de santé d'Heyman. Heyman croyait que TNN utilisait la ECW comme on ferait des expériences sur un cochon d'inde pour voir si le catch marcherait sur TNN alors que le propriétaire de la chaîne, Viacom, était en négociations avec la World Wrestling Entertainment pour amener leurs programmes sur TNN et les chaînes de Viacom. Les discours extravagant d'Heyman peuvent être vus entièrement et sans censure dans le DVD The Rise and Fall of ECW.
Heyman décidait de recruter Don Callis, qui devenait Cyrus, pour servir à l'écran d'intermédiaire pour le problème réel entre la ECW et TNN. Callis jouait le rôle d'un représentant de TNN, qui critiquait constamment la nature violente des programmes de la ECW. Bien que la ECW devenait le show à plus forte audience de TNN, celle-ci négociait avec la World Wrestling Federation de Vince McMahon. ECW on TNN était arrêté en octobre 2000 (la dernière édition étant diffusée le 6 octobre 2000) en faveur de RAW Is WAR qui faisait son apparition sur la chaîne.

## Liens
- Wrestling Information Archive: résultats de ECW on TNN
- Wrestling Information Archive: audiences de ECW on TNN
- CygyWrestling.com: archive résultats de ECW on TNN
- Pro-Wrestling Edge: historique des résultats de ECW on TNN
- « ECW on TNN » (présentation de l'œuvre), sur l'Internet Movie Database